# Estrela subgigante
Uma subgigante é uma estrela mais brilhante que uma estrela da sequência principal da mesma classe espectral, mas não tão brilhante quanto as verdadeiras estrelas gigantes. O termo subgigante é aplicado tanto a uma classe de luminosidade particular, a classe IV no sistema de classificação espectral de Yerkes, quanto a um estágio na evolução estelar.
O estágio evolutivo de subgigante vem após a fase de sequência principal em estrelas de massa baixa e intermediária, quando a estrela já consumiu por fusão todo o hidrogênio em seu núcleo. Isso faz o núcleo contrair e aumentar de temperatura, e a estrela começa a fundir hidrogênio em uma camada ao redor do núcleo. A evolução pelo estágio de subgigante consiste em uma expansão da estrela e diminuição da temperatura superficial, enquanto a luminosidade permanece constante, gerando um ramo das subgigantes horizontal, visível no diagrama de Hertzsprung-Russell de aglomerados antigos. A fase de subgigante acaba quando a luminosidade estelar começa a aumentar, caracterizando o começo do ramo das gigantes vermelhas.

## Classificação estelar
O termo subgigante foi usado pela primeira vez em 1930 para se referir a estrelas de classe G ou classe K inicial com magnitudes absolutas entre +2,5 e +4. Foi notado que elas eram parte de um contínuo de estrelas entre as estrelas da sequência principal como o Sol e estrelas gigantes óbvias como Aldebaran, apesar de serem menos numerosas que estrelas da sequência principal ou gigantes.
O sistema de classificação espectral de Yerkes é um esquema bidimensional que usa uma letra e um número para denotar a temperatura de uma estrela (por exemplo A5 ou M1) e um número romano para indicar a luminosidade em relação a outras estrelas de mesma temperatura. Estrelas de classe de luminosidade IV são as subgigantes, localizadas entre a sequência principal (classe de luminosidade V) e as gigantes (classe de luminosidade III).
Em vez de definir as propriedades absolutas, o método típico de determinar uma classe de luminosidade de uma estrela é comparar seu espectro com o espectro de estrelas padrão. Muitas linhas espectrais possuem formatos e intensidades sensíveis à gravidade, sendo indicadores úteis de luminosidade. Algumas das características espectrais mais usadas para cada classe espectral são:
- O: intensidade relativa de emissão de N iii e absorção de He ii, emissão forte significa alta luminosidade
- B: perfil das linhas de Balmer e intensidade das linhas de O ii
- A: perfil das linhas de Balmer, linhas mais largas indicam luminosidade menor
- F: intensidade das linhas de Fe, Ti e Sr
- G: intensidade das linhas de Sr eFe, e largura das linhas H e K de Ca
- K: perfil das linhas H e K de Ca, razão das linhas Sr/Fe, e intensidade das linhas de MgH e TiO
- M: intensidade da linhas de Ca a 422,6 nm e bandas de TiO

Morgan e Keenan, quando estabeleceram o sistema de classificação bidimensional, listaram exemplos de estrelas padrão da classe luminosidade IV:
- B0: γ Cassiopeiae, δ Scorpii
- B0.5: β Scorpii
- B1: ο Persei, β Cephei
- B2: γ Orionis, π Scorpii, θ Ophiuchi, λ Scorpii
- B2.5: γ Pegasi, ζ Cassiopeiae
- B3: ι Herculis
- B5: τ Herculis
- A2: β Aurigae, λ Ursae Majoris, β Serpentis
- A3: δ Herculis
- F2: δ Geminorum, ζ Serpentis
- F5: Procyon, 110 Herculis
- F6: τ Boötis, θ Boötis, γ Serpentis
- F8: 50 Andromedae, θ Draconis
- G0: η Boötis, ζ Herculis
- G2: μ Cancri
- G5: μ Herculis
- G8: β Aquilae
- K0: η Cephei
- K1: γ Cephei

Análises posteriores mostraram que algumas desses objetos possuem espectros compostos de estrelas duplas ou são variáveis, e os padrões foram expandidos para incluir muitas outras estrelas, mas muitas das estrelas originais ainda são consideradas padrões da classe de luminosidade de subgigante. Estrelas de classe O e estrelas mais frias que K1 raramente recebem classes de luminosidade de subgigante.

## Evolução estelar

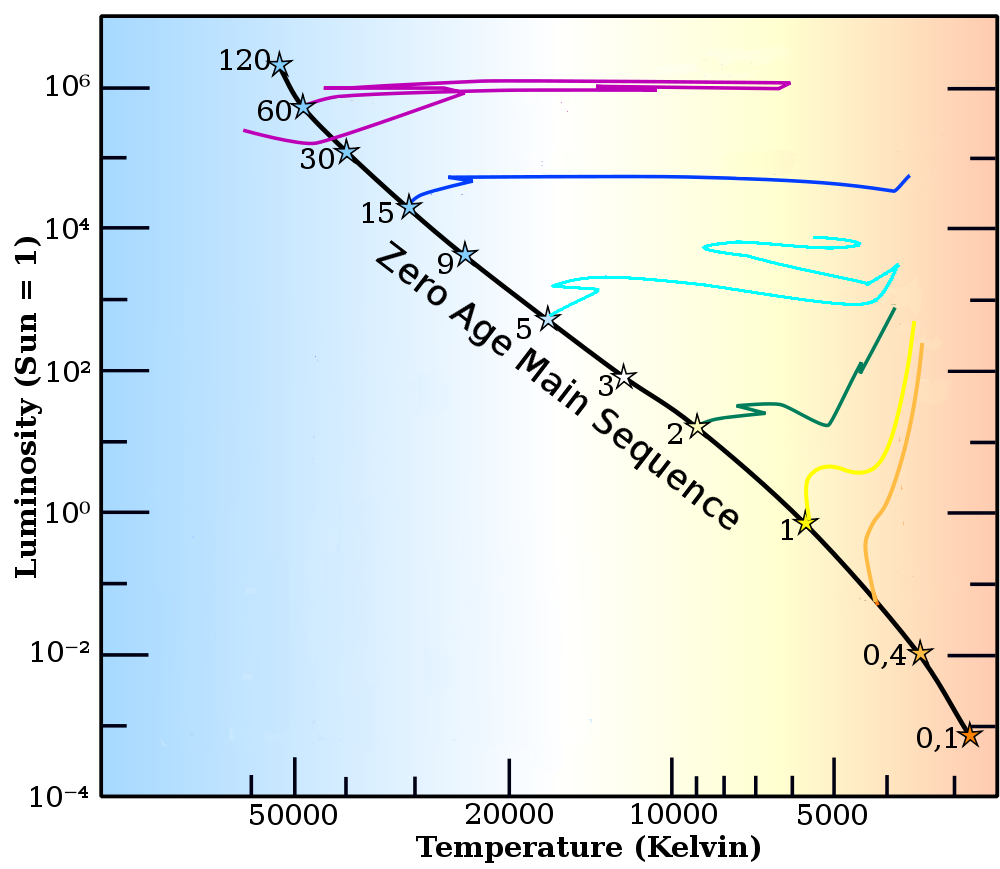
Caminhos evolucionários no diagrama HR para estrelas de diferentes massas:
• O caminho de 5 M_{☉} mostra um "gancho" e um ramo de subgigante cruzando a lacuna de Hertzsprung
• O caminho de 2 M_{☉} mostra um gancho e um ramo de subgigante bem evidente
• Os caminhos de menos massa mostram ramos de subgigante muito curtos, mas de longa duração

Estrelas subgigantes também podem ser definidas como um estágio na evolução estelar de estrelas de massa baixa e intermediária, formando um ramo das subgigantes no diagrama de Hertzsprung-Russell. Estrelas com um tipo espectral de subgigante não estão necessariamente no ramo das subgigantes evolucionário, e vice-versa. Por exemplo, as estrelas FK Com e 31 Com estão ambas na lacuna de Hertzsprung e são provavelmente subgigantes evolucionárias, mas receberam classes de luminosidade de gigante. A classificação espectral pode ser influenciada por fatores como metalicidade, rotação e peculiaridades químicas. A parte inicial do ramo das subgigantes em uma estrela como o Sol é prolongada, com poucos indícios externos de mudanças no interior. Uma forma de identificar subgigantes evolucionárias é a determinação de abundâncias químicas como de lítio, que é diluído em subgigantes, ou a medição da intensidade das emissões coronais.
Conforme a fração de hidrogênio remanescente no núcleo de uma estrela da sequência principal diminui, a temperatura do núcleo aumenta e assim a taxa de fusão aumenta. Isso faz a estrela evoluir lentamente para altas luminosidades conforme ela envelhece, gerando um alargamento da sequência principal no diagrama de Hertzsprung-Russell.
Quando uma estrela da sequência principal termina de fundir hidrogênio em seu núcleo, o núcleo começa a colapsar pela sua gravidade. Isso faz ele aumentar de temperatura e a fusão de hidrogênio passa a ocorrer em uma camada ao redor do núcleo, que fornece mais energia do que a queima de hidrogênio no núcleo. Estrelas de massa baixa e intermediária se expandem e esfriam até uma temperatura superficial de cerca de 5 000 K, quando então começam a aumentar de luminosidade em um estágio conhecido como o ramo das gigantes vermelhas. A transição entre a sequência principal e o ramo das gigantes vermelhas é chamada de ramo das subgigantes. A morfologia e duração do ramo das subgigantes varia dependendo principalmente da massa estelar, devido a diferentes estruturas internas.

### Estrelas de massa muito baixa
Estrelas menos massivas que aproximadamente 0,4 M☉ possuem interiores completamente convectivos. Essas estrelas continuam fundindo hidrogênio em seus núcleos até essencialmente a estrela inteira for convertida para hélio, não evoluindo para subgigantes. Estrelas com essa massa têm tempos de vida na sequência principal muito maiores que a idade atual do Universo.

### Estrelas de 0,4 a 1M☉

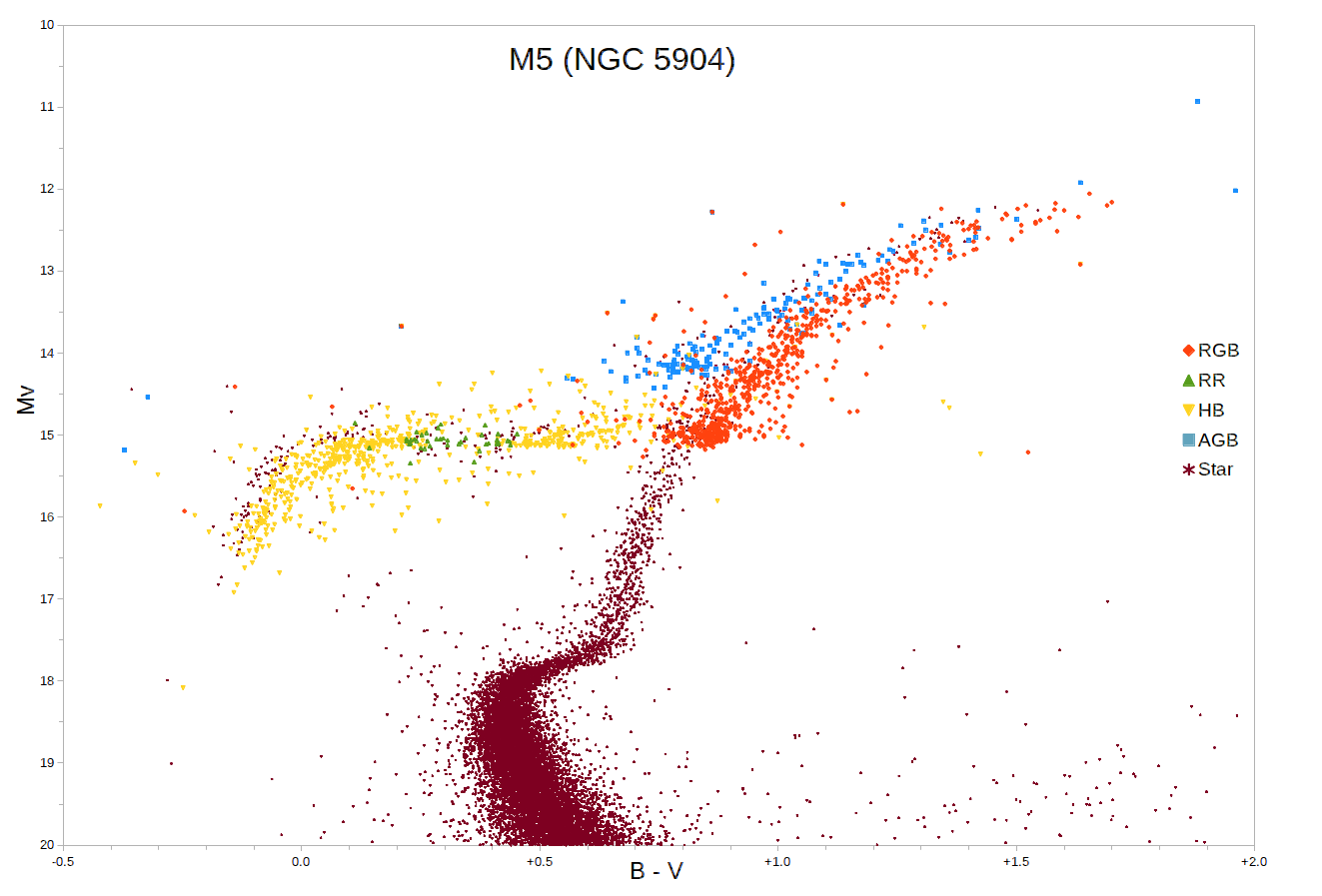
Diagrama HR para o aglomerado globular M5, mostrando um ramo de subgigante pequeno mas densamente populado por estrelas um pouco menos massivas que o Sol

Estrelas com menos massa que o Sol têm núcleos não convectivos com um forte gradiente de temperatura do centro para fora. Quando elas consomem todo o hidrogênio no núcleo, uma grande camada de hidrogênio ao redor do núcleo central continua fundindo sem interrupção. A estrela é considerada uma subgigante nesse ponto, mas há poucas diferenças visíveis do exterior.
A esse ponto, a massa do núcleo de hélio continua baixo do limite de Schönberg–Chandrasekhar e o núcleo permanece em equilíbrio termal com a camada de fusão de hidrogênio. A massa do núcleo continua crescendo e a estrela lentamente aumenta de tamanho conforme a casca de hidrogênio migra para fora. Todo aumento na produção de energia na casca é compensado por uma expansão do envelope e a luminosidade da estrela é mantida constante. O ramo de subgigante para essas estrelas é curto, horizontal e densamente populado, como visto em aglomerados antigos.
Após vários bilhões de anos, o núcleo de hélio fica massivo demais para aguentar seu peso e torna-se degenerado. Sua temperatura aumenta, a taxa de fusão na camada de hidrogênio aumenta, as camadas externas ficam convectivas, e a luminosidade da estrela aumenta com uma temperatura superficial aproximadamente constante. A estrela entra no ramo das gigantes vermelhas.

### Estrelas com mais de 1M☉

Caminho evolucionário de uma estrela de 1 M_{☉} com metalicidade solar, mostrando um ramo das subgigantes horizontal, após a saída da sequência principal

Estrelas mais massivas que o Sol têm um núcleo convectivo na sequência principal. Elas desenvolvem um núcleo de hélio massivo, que abrange uma fração maior da estrela, até consumirem todo o hidrogênio na região convectiva. A estrela deixa de realizar fusão nuclear e o núcleo começa a contrair e aumentar de temperatura. A estrela inteira contrai e aumenta de temperatura, com a luminosidade irradiada aumentando apesar de não haver fusão. Isso continua por alguns milhões de anos até o núcleo ficar quente o bastante para ativar a fusão de hidrogênio em uma casca, o que reverte o aumento de temperatura e luminosidade e a estrela começa a expandir e esfriar. Nessas estrelas, esse "gancho" é normalmente definido como o fim da sequência principal e o começo do ramo das subgigantes.
O núcleo de estrelas com menos de cerca de 2 M☉ ainda está abaixo do limite de Schönberg–Chandrasekhar, mas eventualmente a fusão da camada de hidrogênio aumenta a massa do núcleo além desse limite. Estrelas mais massivas já têm núcleos acima do limite de Schönberg–Chandrasekhar quando deixam a sequência principal. A massa inicial exata em que estrelas mostram um gancho e em que saem da sequência principal com núcleos acima do limite de Schönberg–Chandrasekhar depende da metalicidade e do tamanho da zona de convecção no núcleo (convective overshooting). Uma baixa metalicidade torna núcleos de menor massa instáveis à convecção, e uma convecção estendida faz o núcleo ser maior quando o hidrogênio se esgotar.
Quando o núcleo passa do limite de Schönberg–Chandrasekhar, ele não pode mais ficar em equilíbrio termal com a camada de hidrogênio. Ele contrai e as camadas externas da estrelas se expandem e esfriam. A energia para expandir o envelope externo causa uma diminuição na luminosidade irradiada pela estrela. Quando as camadas externas esfriam o bastante, elas se tornam opacas e forçam a ocorrência de convecção no exterior da camada em fusão. A expansão acaba e a luminosidade da estrela começa a aumentar, o que é definido como o ponto de começo do ramo das gigantes vermelhas. Estrelas com uma massa inicial de aproximadamente 1–2 M☉ podem desenvolver um núcleo de hélio degenerado antes desse ponto e entram no ramo das gigantes vermelhas como as estrelas de massa menor.
A contração do núcleo e expansão do envelope é muito rápida, levando apenas alguns milhões de anos. Nesse tempo a temperatura da estrela diminui de seu valor na sequência principal de 6 000 – 30 000 K para cerca de 5 000 K. Como esse estágio evolutivo é muito rápido, a probabilidade de detectar uma estrela nele é pequena, resultando em uma lacuna no diagrama HR conhecida como lacuna de Hertzsprung. Ela é mais evidente em aglomerados com idade entre algumas centenas de milhões e alguns bilhões de anos.

### Estrelas massivas
Além de aproximadamente 8–12 M☉, dependendo da metalicidade, as estrelas têm núcleos convectivos quentes e massivos na sequência principal devido à fusão pelo ciclo CNO. A fusão da casca de hidrogênio e subsequente fusão do núcleo de hélio começam rapidamente após o esgotamento do hidrogênio no núcleo, antes da estrela poder atingir o ramo das gigantes vermelhas. Essas estrelas, como as mais quentes estrelas de classe B da sequência principal, passam por um curto e reduzido ramo das subgigantes antes de se tornarem supergigantes. Elas também podem receber uma classe de luminosidade de gigante durante essa transição.
Em estrelas de classe O da sequência principal massivas, a transição da sequência principal para gigantes e então supergigantes ocorre em uma faixa muito limitada de temperatura e luminosidade, às vezes antes mesmo do fim da fusão de hidrogênio no núcleo, e a classe de luminosidade de subgigante é raramente usada. Os valores de gravidade superficial, log g, para estrelas de classe O são em torno de 3,6 cgs para gigantes e 3,9 para a sequência principal. Por comparação, valores de log g típicos para estrelas de classe K são 1,59 (gigante Aldebaran) e 4,54 (anã α Centauri B), deixando uma grande margem para classificar estrelas como η Cephei, com log g de 3,47, como subgigantes. Exemplos de estrelas de classe O massivas (mais de 20 M☉) classificadas como subgigantes incluem θ2 Orionis A e a estrela primária do sistema δ Circini.

### Propriedades
A tabela abaixo mostra o tempo de vida típico na sequência principal (MS) e no ramo das subgigantes (SB), assim como a duração de um "gancho" entre o esgotamento de hidrogênio no núcleo e começo da fusão da casca, para estrelas de diferentes massas iniciais, todas com metalicidade solar (Z = 0,02). Também são mostradas a massa de hélio no núcleo, temperatura efetiva superficial, raio e luminosidade no começo e no fim do ramo das subgigantes. O fim do ramo das subgigantes é definido como o momento em que o núcleo torna-se degenerado ou quando a luminosidade começa a aumentar.
| Massa (M☉) | Exemplo  | MS (109 anos) | Gancho (106 anos) | SB (106 anos) | Começo               | Começo   | Começo    | Começo            | Fim                  | Fim      | Fim       | Fim               |
| Massa (M☉) | Exemplo  | MS (109 anos) | Gancho (106 anos) | SB (106 anos) | Hélio no núcleo (M☉) | Teff (K) | Raio (R☉) | Luminosidade (L☉) | Hélio no núcleo (M☉) | Teff (K) | Raio (R☉) | Luminosidade (L☉) |
| ---------- | -------- | ------------- | ----------------- | ------------- | -------------------- | -------- | --------- | ----------------- | -------------------- | -------- | --------- | ----------------- |
| 0,6        | 61 Cyg B | 58,8          | N/A               | 5100          | 0,047                | 4763     | 0,9       | 0,9               | 0,10                 | 4634     | 1,2       | 0,6               |
| 1,0        | Sol      | 9,3           | N/A               | 2600          | 0,025                | 5766     | 1,2       | 1,5               | 0,13                 | 5034     | 2,0       | 2,2               |
| 2,0        | Sirius   | 1,2           | 10                | 22            | 0,240                | 7490     | 3,6       | 36,6              | 0,25                 | 5220     | 5,4       | 19,6              |
| 5,0        | Alkaid   | 0,1           | 0,4               | 15            | 0,806                | 14544    | 6,3       | 1571,4            | 0,83                 | 4737     | 43,8      | 866,0             |

Estrelas de baixa metalicidade, no geral, são menores e mais quentes que estrelas com alta metalicidade. Para subgigantes, isso fica mais complicado devido a diferentes idades e massas no núcleo no fim da sequência principal. Estrelas de baixa metalicidade desenvolvem um núcleo de hélio maior até saírem da sequência principal, portanto o gancho no começo do ramo das subgigantes aparece em massas estelares menores. A massa de hélio no núcleo de uma estrela de 1 M☉ e Z = 0,001 no fim da sequência principal é praticamente o dobro da de uma estrela de Z = 0,02. A estrela de baixa metalicidade também é mais de 1 000 K mais quente e tem o dobro da luminosidade no começo do ramo das subgigantes. A diferença em temperatura é menor no fim do ramo das subgigantes, mas a estrela de baixa metalicidade é maior e quase quatro vezes tão luminosa. Diferenças similares existem na evolução de estrelas com outras massas, e valores importantes como a massa de uma estrela que evolui para uma supergigante em vez de alcançar o ramo das gigantes vermelhas são menores em baixa metalicidade.

## Subgigantes no diagrama HR

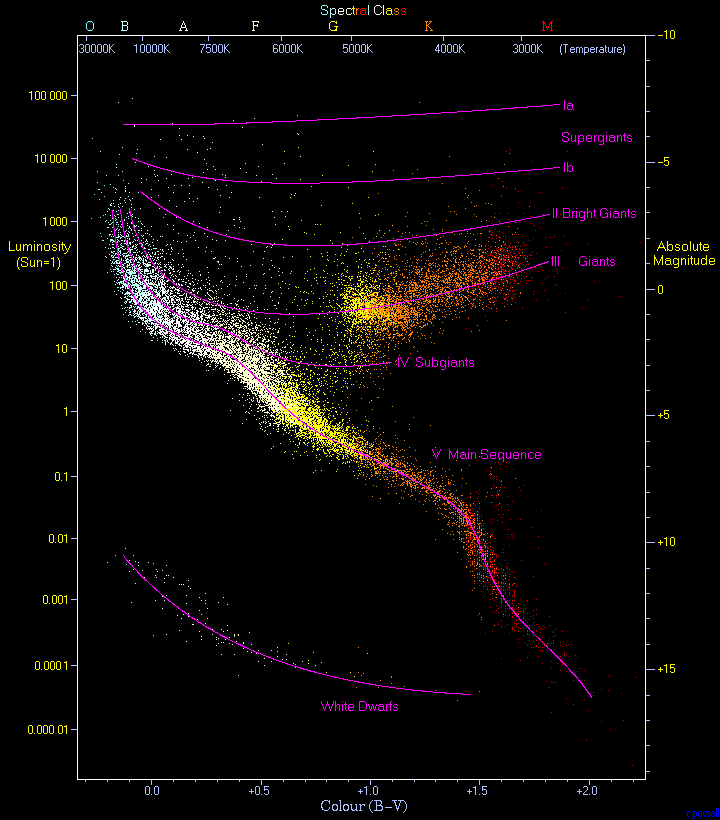
Diagrama HR das estrelas observadas pela sonda Hipparcos, uma população estelar heterogênea (idades diferentes), mostrando a sequência principal e um grande número de gigantes vermelhas, com poucas subgigantes

Um diagrama de Hertzsprung-Russell (diagrama HR) é um gráfico de dispersão de estrelas com o eixo horizontal representando a temperatura ou tipo espectral, e o eixo vertical representando a magnitude absoluta ou luminosidade. Diagramas HR de um grupo de estrelas mostram uma banda diagonal clara contendo a maioria das estrelas (a sequência principal), um grande número de gigantes vermelhas, e anãs brancas se estrelas de baixo brilho forem observadas, com um número relativamente baixo de estrelas em outras partes do diagrama.

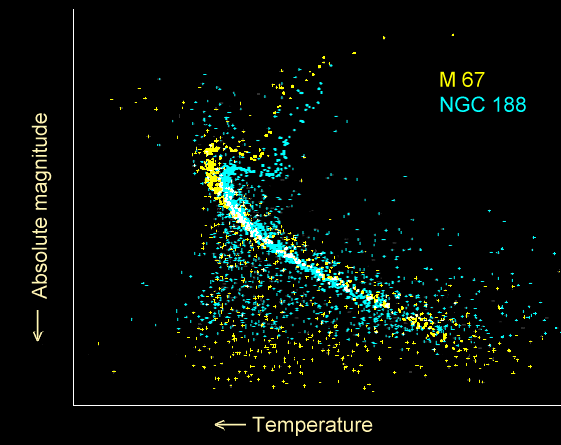
Diagrama HR de dois aglomerados antigos (M67 e NGC 188), cada um com estrelas de mesma idade e composição, mostrando um destacado ramo das subgigantes

As subgigantes ocupam uma região acima das estrelas da sequência principal (ou seja, de maior luminosidade) e abaixo das estrelas gigantes. Existem poucas subgigantes na maioria dos diagramas HR porque o tempo da fase de subgigante é muito menor que o tempo de sequência principal ou como gigante. Subgigantes quentes de classe B são quase indistinguíveis de estrelas de sequência principal, enquanto as subgigantes mais frias preenchem um espaço relativamente grande entre a sequência principal e as gigantes vermelhas. Abaixo do tipo espectral K3 a região entre a sequência principal e as gigantes vermelhas é completamente vazia, sem subgigantes.
O diagrama HR pode representar a evolução estelar por meio de trilhas. Para uma certa massa, as trilhas marcam a posição da estrela ao longo de sua evolução, desde a sequência principal de idade zero, passando pela fase de subigante e continuando para o ramo das gigantes. Quando é construído um diagrama HR para um grupo de estrelas que têm todas a mesma idade, como um aglomerado, o ramo das subgigantes é visível como uma banda de estrelas entre o fim da sequência principal e o ramo das gigantes vermelhas. O ramo das subgigantes só é visível se a idade do aglomerado permitir que estrelas de 1–8 M☉ tenham evoluído da sequência principal, o que requer bilhões de anos. Aglomerados globulares como ω Centauri e aglomerados abertos velhos como M67 têm idade suficiente para mostrar um destacado ramo das subgigantes em seu diagrama HR. ω Centauri na verdade mostra vários ramos das subgigantes separados, o que é evidência de subpopulações estelares, cuja origem não é bem entendida.

## Variabilidade
Vários tipos de estrelas variáveis incluem subgigantes:
- variáveis Beta Cephei: estrelas da sequência principal ou subgigantes de classe B inicial
- Estrelas B pulsantes lentas: estrelas da sequência principal ou subgigantes de classe B média ou tardia
- Variáveis Delta Scuti: estrelas da sequência principal ou subgigantes de classe A tardia ou F inicial

Estrelas mais massivas que o Sol cruzam a faixa de instabilidade ao evoluírem como subgigantes, o chamado "primeiro cruzamento" já que mais tarde elas podem cruzar a faixa novamente na volta para o azul. Na faixa de 2–3 M☉, isso incluem variáveis Delta Scuti como β Cas. Em massas mais elevadas estrelas iriam pulsar como variáveis Cefeidas clássicas ao cruzarem a faixa de instabilidade, mas a evolução como subgigante é muito rápida para estrelas massivas e é difícil detectar exemplos. SV Vulpeculae já foi proposta como uma subgigante no primeiro cruzamente mas mais tarde foi determinado que está no segundo cruzamento.

## Exemplos próximos
A tabela abaixo mostra algumas estrelas mais próximas que 40 anos-luz que já foram classificadas como subgigantes.
| Estrela           | Tipo espectral | Massa (M☉) | Distância (anos-luz) |
| ----------------- | -------------- | ---------- | -------------------- |
| Procyon           | F5 IV-V        | 1,5        | 11,4                 |
| Altair            | A7 IV-V        | 1,7        | 16,7                 |
| Delta Pavonis     | G5-8 IV-V      | 1,1        | 19,9                 |
| Beta Hydri        | G2 IV          | 1,1        | 24,4                 |
| Mu Herculis Aa    | G5 IV          | 1,1        | 27,4                 |
| Delta Eridani     | K0 IVe         | 1,2        | 29,5                 |
| Zeta Herculis     | F9-G2 IV       | 1,5        | 35,2                 |
| Beta Virginis     | F8-A5 IV-V     | 1,25       | 35,6                 |
| 11 Leonis Minoris | G8 IV-V        | ?          | 36,5                 |
| Eta Boötis        | G0 IV          | 1,5        | 37,0                 |
| Delta Capricorni  | A5-7 IVm       | >1         | 38,6                 |